# Aegirien

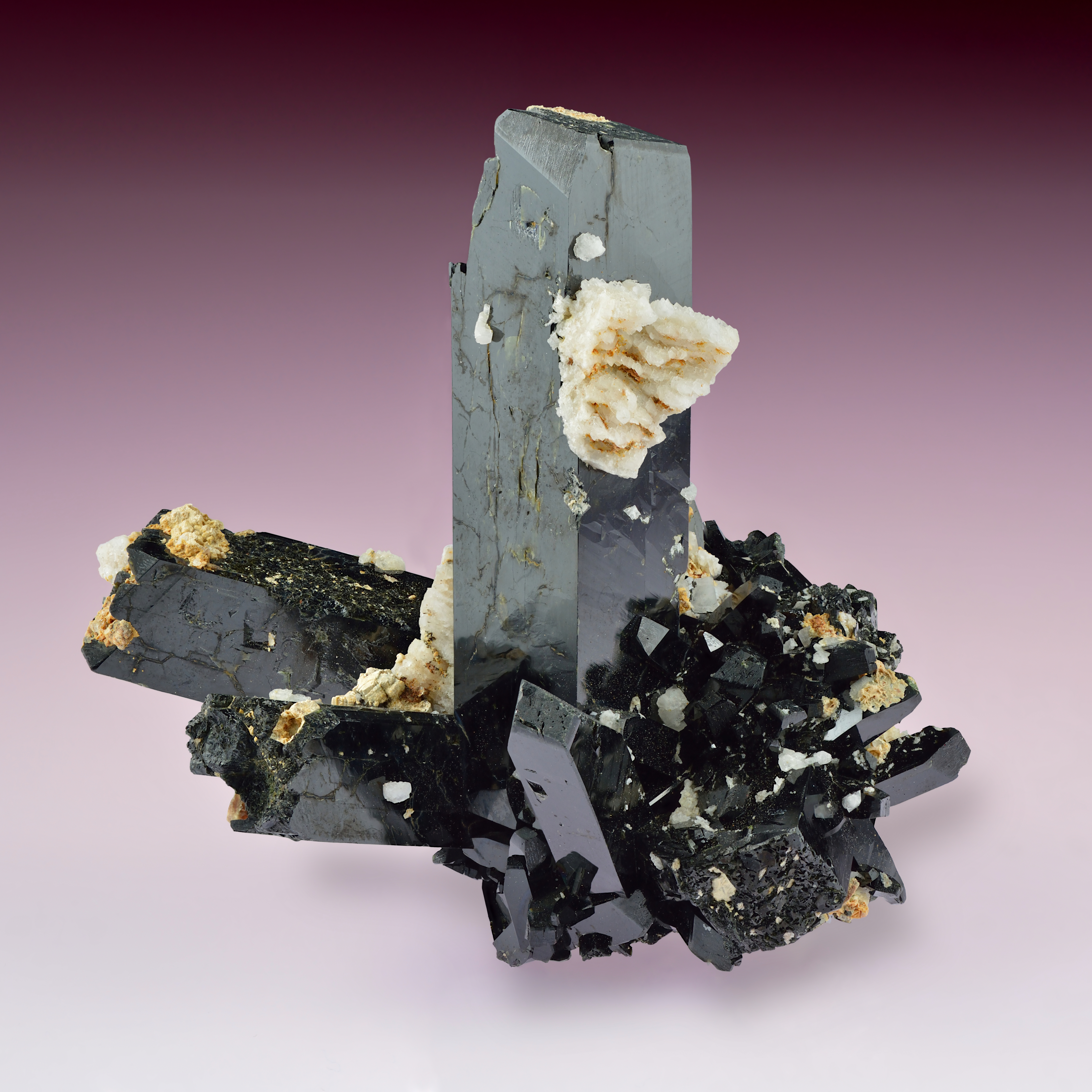
Aegirien

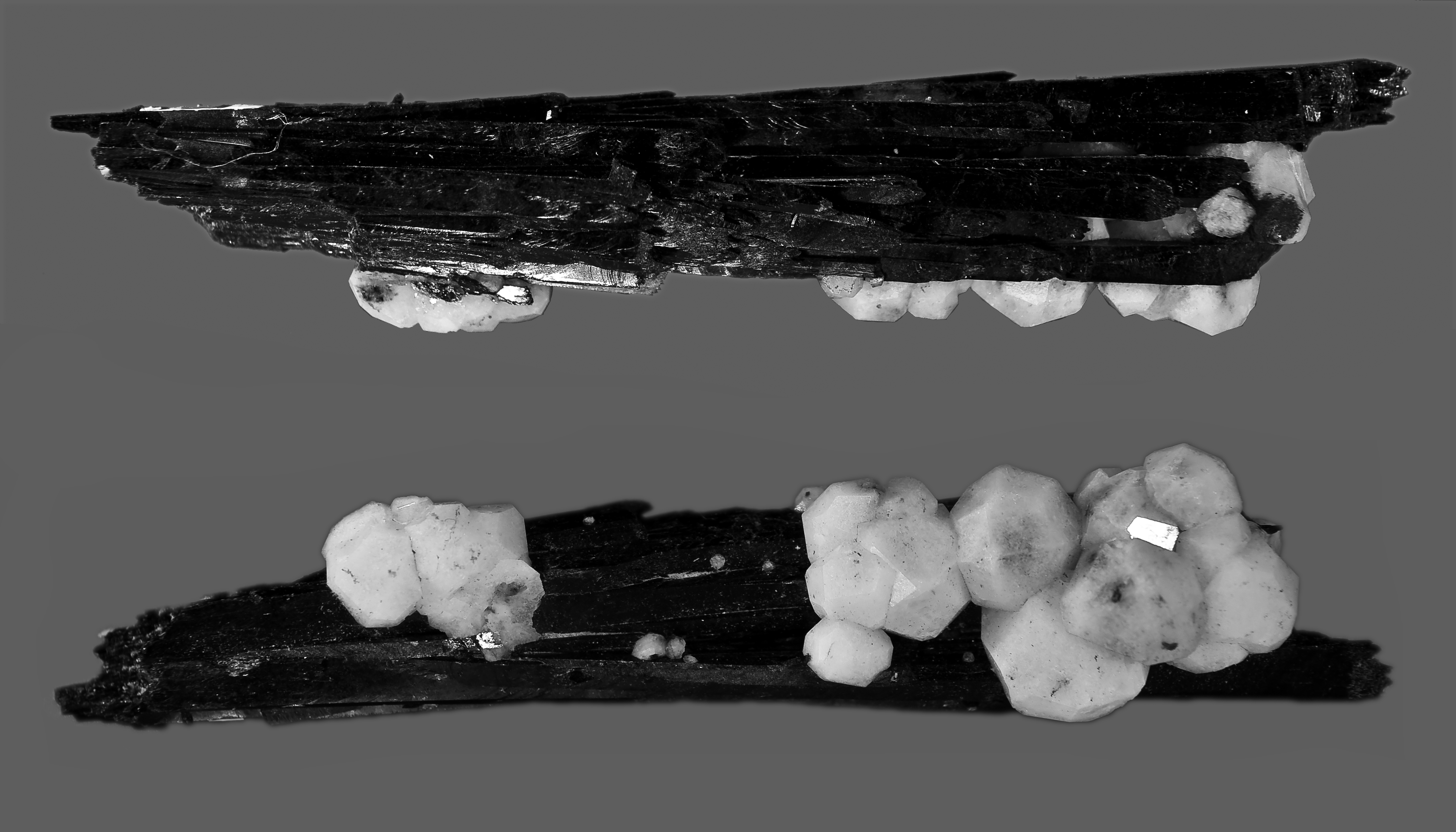
Aegirien uit Canada

Het mineraal aegirien is een natrium-ijzer-inosilicaat, een verbinding van twee inosilicaatgroepen met natrium en ijzer met molecuulformule NaFe3+(Si2O6). Het is een inosilicaat en een pyroxeen. Aegirien is naar Aegir genoemd, voor de Teutonen de god van de zee. Het is groen, roodbruin of zwart, heeft een geelgrijze streepkleur en een glasglans. Het heeft een monoklien kristalrooster en de splijting is duidelijk volgens onbekende kristalvlakken. De massadichtheid is 3,52 kg/l, de hardheid is 6 tot 6,5 en het is niet radioactief. Aegirien is een algemeen voorkomend pyroxeen dat vooral in nefelien-syenieten wordt gevormd in een omgeving met natrium. De typelocaties zijn de Konsberg in Buskerud, in Noorwegen, en de Magnet Cove en Hot Spring County in Arkansas. Het mineraal wordt ook op het Russische schiereiland Kola gevonden, in Quebec en in Utah.